# Sean Giambrone
Sean Giambrone (St. Joseph, Berrien megye, Michigan, 1999. május 30. –) amerikai színész.
Legismertebb alakítása Adam Frederick Goldberg a 2013-tól futó A Goldberg család című sorozatban. A Kis tini hős című sorozatban is szerepelt.

## Fiatalkora
Giambrone a michigan-i St. Joseph-ben született olasz és német származású családból. Az Illinois állambeli Park Ridge-ben nőtt fel. 2019-től Los Angelesben lakik.

## Pályafutása
9 évesen kezdett el színészkedni a McDonald’s és a Friendly's Restaurants televíziós reklámjaiban. Első filmszerepe  I Heart Shakey-ben című filmben volt.
2013 szeptemberében megkapta Adam Goldberg szerepét az ABC A Goldberg család című sorozatban.
2014 februárjában csatlakozott a Cartoon Network Clarence című sorozathoz.

## Filmográfia

### Film
| Év   | Magyar cím                      | Eredeti cím                | Szerep         | Magyar hang    |
| ---- | ------------------------------- | -------------------------- | -------------- | -------------- |
| 2019 | A kis kedvencek titkos élete 2. | The Secret Life of Pets 2  | Pamut (hang)   | Molnár Levente |
| 2019 | Kis tini hős                    | Kim Possible               | Ron Stoppable  | Czető Ádám     |
| 2018 | Ralph lezúzza a netet           | Ralph Breaks the Internet  | eBoy (hang)    | Sánta László   |
| 2017 | Az Emoji-film                   | The Emoji Movie            | Travis (hang)  | Timon Barnabás |
| 2015 |                                 | Mark & Russell's Wild Ride | Russell        |                |
| 2015 |                                 | Russell Madness            | Russell (hang) |                |
| 2012 |                                 | I Heart Shakey             | Afro Boy       |                |

### Televízió
| Év        | Magyar cím                         | Eredeti cím                                 | Szerep                       | Megjegyzések                                   |
| --------- | ---------------------------------- | ------------------------------------------- | ---------------------------- | ---------------------------------------------- |
| 2023      |                                    | Adventure Time: Fionna and Cake             | Shermy (hang)                | 2 epizód                                       |
| 2022–     | Marvel: Póki és csodálatos barátai | Spidey and His Amazing Friends              | Hangya (hang)                | mellékszereplő magyar hangja Dévai Balázs      |
| 2022      | Macitesók                          | We Baby Bears                               | Francis (hang)               | 1 epizód                                       |
| 2022      |                                    | Slippin' Jimmy                              | Jimmy McGill (hang)          | főszereplő                                     |
| 2022      | A szellem és Molly McGee           | The Ghost and Molly McGee                   | Reggie (hang)                | 1 epizód magyar hangja Sörös Miklós            |
| 2020–2022 | Jurassic World: Krétakori tábor    | Jurassic World Camp Cretaceous              | Ben Pincus (hang)            | főszereplő magyar hangja Kálmán Barnabás       |
| 2020–     | Vigyázz, ufók!                     | Solar Opposites                             | Yumyulack (hang)             | főszereplő magyar hangja Czető Ádám            |
| 2019–2020 | Harley Quinn                       | Harley Quinn                                | Joshua Cobblepot             | 3 epizód                                       |
| 2019      | Aranyhaj: A sorozat                | Rapunzel's Tangled Adventure                | Nyálas Eugén fiatalon (hang) | 1 epizód: Mindenütt jó, de a legjobb a múltban |
| 2019      |                                    | Celebrity Family Feud                       | önmaga                       | 1 epizód: Black-ish vs. The Goldbergs          |
| 2019–2020 | A Lármás család                    | The Loud House                              | Benny (hang)                 | 3 epizód magyar hangja Draskóczy Balázs        |
| 2018      | Kalandra fel!                      | Adventure Time                              | Shermy (hang)                | 1 epizód: A kezdet és a vég                    |
| 2018      | Hős6os: A sorozat                  | Big Hero 6: The Series                      | Richardson Mole (hang)       | 8 epizód magyar hangja Seszták Szabolcs        |
| 2014      | A kísértetek órája                 | R. L. Stine's The Haunting Hour: The Series | Sean                         | 1 epizód: I'm Not Martin                       |
| 2013–2018 | Clarence                           | Clarence                                    | Jeff Randell (hang)          | főszereplő magyar hangja Boldog Gábor          |
| 2013–2023 | A Goldberg család                  | The Goldbergs                               | Adam Goldberg                | főszereplő magyar hangja Pál Dániel Máté       |